# CXCR6
CXCR6 (kurz für CXC-Motiv-Chemokinrezeptor 6, auch BONZO, CD186, seven transmembrane receptor-like from clone 33 (STRL33), T lymphocyte-expressed seven-transmembrane domain receptor (TYMSTR)) ist ein Rezeptorprotein aus der Familie der Chemokinrezeptoren. Dieser Rezeptor kommt insbesondere auf der Oberfläche von aktivierten T-Lymphozyten vor. Besonders hoch ist die CXCR6-Dichte auf T-Gedächtniszellen  und auf aktivierten TH1-Helferzellen und cytotoxischen TC1-Zellen. CXCR6 wird durch ein Zytokin, das CXC-Motiv-Chemokin CXCL16, aktiviert und spielt eine Rolle bei der zielgerichteten Wanderung (Chemotaxis) von T-Zellen bei Entzündungen und bei der Funktion der Milz. Darüber hinaus kann er als Co-Rezeptor zum Andocken durch das Simiane Immundefizienz-Virus (SIV) und durch verschiedene Stämme des Humanen Immundefizienz-Virus (HIV) genutzt werden.

## Biochemie

### Struktur
CXCR6 ist ein Transmembranprotein aus der Gruppe der G-Protein-gekoppelten Rezeptoren, das durch ein Gen auf dem Chromosom 3 Genlocus 3p21 codiert wird. Das CXCR6-Gen besteht aus zwei Exons, welche im 14. Intron des FYCO1-Gens liegen.

### Rezeptoraktivierung
CXCR6 wird durch Bindung seines Liganden CXCL16 aktiviert. Nach Aktivierung des Rezeptors erfolgt eine Weiterleitung des Signals über Gi-Proteine. Des Weiteren werden die Phosphoinositid-3-Kinase (PI3K), die PIP3-Dependent-Kinase 1 (PDK-1), die Proteinkinase B, die IκB-Kinase sowie NF-κB aktiviert.

## Funktion
CXCR6 und sein Ligand CXCL16 sind insbesondere für die zielgerichtete Wanderung von T-Lymphozyten verantwortlich. Aufgrund der proliferationsfördernden Wirkung auf Zellen der glatten Muskulatur der Blutgefäße und einer Rekrutierung von T-Lymphozyten wird eine Rolle bei der Arteriosklerose vermutet. Auf der anderen Seite besitzt der CXCR6-Ligand CXCL16 arterioprotektive Eigenschaften.
Wie viele andere Chemokinrezeptoren kann CXCR6 als ein Co-Rezeptor für das Andocken und Eindringen von Simianen Immundefizienz-Viren (SIV) und HI-Viren des Typs 1 (HIV-1) dienen.